# Bob Burns (1890-1956)
Pour les articles homonymes, voir Bob Burns et Burns.
Bob Burns est un acteur américain né le 2 août 1890 à Van Buren (Arkansas) et mort le 2 février 1956 à Encino (Californie).

## Filmographie
- 1930 : Up the River de John Ford
- 1931 : Three Rogues de Benjamin Stoloff
- 1931 : Fortunes rapides (Quick Millions) de Rowland Brown : 'Arkansas' Smith
- 1931 : Young as You Feel de Frank Borzage : Le détective Colorado
- 1931 : Heaven on Earth de Russell Mack : Marty
- 1932 : Back Street de John M. Stahl : Un conducteur de bus
- 1932 : Tombstone Canyon (en) d'Alan James : le sheriff Mort Langly
- 1933 : Fast Workers de Tod Browning : Alabam'
- 1933 : Hoop-La de Frank Lloyd
- 1934 : Mademoiselle Hicks (Spitfire) de John Cromwell : Mountaineer
- 1934 : Lazy River de George B. Seitz : Slim (un prisonnier)
- 1935 : Southern Exposure de Charley Chase : Jimmie Chase
- 1936 : Rhythm on the Range de Norman Taurog : Buck
- 1936 : The Big Broadcast of 1937 (en) de Mitchell Leisen : Bob Black
- 1937 : L'Amour à Waikiki (Waikiki Wedding), de Frank Tuttle : Shad Buggle
- 1937 : Mountain Music (en) de Robert Florey : Bob Burnside
- 1937 : Une nation en marche (Wells Fargo) de Frank Lloyd : Hank York (un piéton)
- 1938 : Play it again, Sam : Lester Robin
- 1938 : La Belle de Mexico (Tropic Holiday) de Theodore Reed : Breck Jones
- 1938 : Radio City Revels de Benjamin Stoloff : Lester Robin
- 1938 : The Arkansas Traveler d'Alfred Santell : The Arkansas Traveler
- 1939 : I'm from Missouri de Theodore Reed : Sweeney Bliss
- 1939 : Our Leading Citizen (it) d'Alfred E. Green : Lem Schofield
- 1940 : Alias the Deacon (en) de Christy Cabanne : Deke Caswell
- 1940 : Comin' Round the Mountain de George Archainbaud : Jed Blower
- 1944 : La Belle de l'Alaska (Belle of the Yukon) de William A. Seiter : Sam Slade
- 1954 : The Lawless Rider (en) de Yakima Canutt